# The Piper's Price
The Piper's Price er en amerikansk stumfilm fra 1917 af Joe De Grasse.

## Medvirkende
- Dorothy Phillips som Amy Hadley
- Maude George som Jessica Hadley
- Lon Chaney som Billy Kilmartin
- Claire Du Brey som Jessicas tjenestepike
- William Stowell som Ralph Hadley